# ヌヴィック (ドルドーニュ県)
ヌヴィック （Neuvic、オック語:Nuòu Vic）は、フランス、ヌーヴェル＝アキテーヌ地域圏、ドルドーニュ県のコミューン。時にヌヴィック・シュル・リール（Neuvic sur l'Isle）と呼ばれる。

## 地理

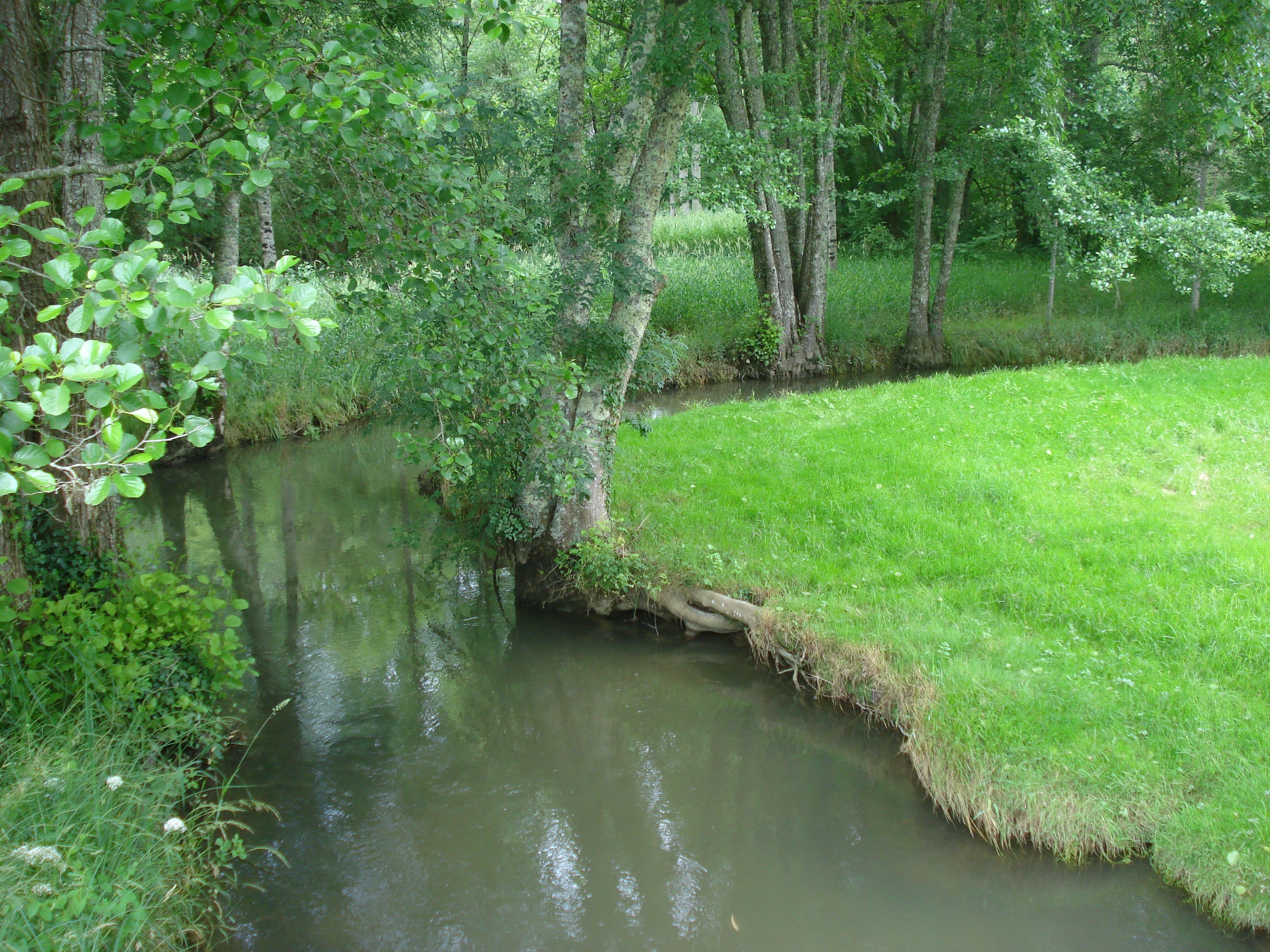
サランブル川

ヌヴィックはイール川左岸に位置する。サンタスティエとミュセルビュールの中間に位置する。ヌヴィックにおいて、イール川は2つの支流、右岸のサランブル川、左岸のヴェルン川と合流する。

## 歴史
16世紀よりタレーラン＝ペリゴール家の封土であった。
1944年7月26日、ヌヴィック駅はレジスタンスが組織した強盗の舞台となった。フランス銀行から2 280 000 000フランが盗まれたのである。

## 人口統計
| 1962年 | 1968年 | 1975年 | 1982年 | 1990年 | 1999年 | 2006年 | 2011年 |
| ------ | ------ | ------ | ------ | ------ | ------ | ------ | ------ |
| 2668   | 2669   | 2880   | 2782   | 2737   | 3315   | 3508   | 3601   |

参照元:1999年までEHESS、2004年以降INSEE

## 史跡
- シャトー・ド・ヌヴィック - 16世紀の翼、17世紀の礼拝堂を持つ。歴史文化財指定されている。現在は医療研究機関が所有。
- シャトー・ド・フラトー - 13世紀から14世紀。私有の建物で、陶器の工房が入っている。

## 姉妹都市
- サント・ベアトリクス、カナダ